# Flugtallriksläktet
Flugtallriksläktet (Hoodia) är ett släkte i familjen oleanderväxter med ca 15-tal arter från södra Afrika.
Växten kan bli upp till 1 meter hög och har stora blommor, ofta med köttliknande färg och stark lukt.
Släktet är uppkallat efter Van Hood.
Ur växten utvinns ett ämne som påverkar hungerkänslan. Två företag, Phytopharm och Unilever odlar Hoodia för att använda i bantningspreparat. Ett annat namn på växtens aktiva substans är P57 och det har patenterat av Phytopharm som även genomför grundlig forskning av ämnet. Hittills har man inte kunna identifiera några allvarliga bieffekter vid användning av växten för bantningsändamål. Det svenska livsmedelsverket håller på att undersöka huruvida växten ska läkemedelsklassas. 
1. ↑  ”www.viktvagvisaren.se”. 12 september 2009. http://www.viktvagvisaren.se/bantningspiller-kosttillskott/hoodia-gordonii. Läst 12 september 2009.

## Arter
- Flugtallrik (Hoodia gordonii)
- Namibias drottning (H. ruschii)

- Hoodia alstonii
- Hoodia currorii (syn. H. lugardii, H. macrantha)
- Hoodia dregei
- Hoodia flava

- Hoodia juttae
- Hoodia mossamedensis
- Hoodia officinalis (syn. H. delaetiana)
- Hoodia parviflora
- Hoodia pedicellata
- Hoodia pilifera (syn. H. annulata, H. grandis, H. pillansii)

- Hoodia triebneri (syn. H. foetida)